# Teagan Croft
Teagan Croft (* 23. April 2004 in Sydney, New South Wales) ist eine australische Schauspielerin. Bekanntheit erlangte sie vor allem durch die Rolle der Rachel Roth aus der Serie Titans.

## Leben und Karriere
Teagan Croft wurde als älteste von drei Töchtern der Schauspielerin Rebecca McNamee-Croft in Sydney geboren. Sie ist die Nichte der Schauspielerinnen Penny und Jessica McNamee. Ihre erste Rolle übernahm sie im Alter von neun Jahren in einer Bühnenadaption von Harper Lees Roman Wer die Nachtigall stört. Ihre erste Filmrolle spielte sie 2016 im australischen Science-Fiction-Film The Osiris Child mit der Rolle der Indi Sommerville. Ebenfalls 2016 spielte sie eine wiederkehrende Rolle in der australischen Soap Home and Away.
2016 zog sie nach Chicago im US-Bundesstaat Illinois. In den Staaten wurde sie 2018 in der Rolle der Rachel Roth alias Raven in der Serie Titans in einer der Hauptrollen besetzt.

## Filmografie (Auswahl)
- 2016: Home and Away (Fernsehserie, 5 Episoden)
- 2016: The Osiris Child (Science Fiction Volume One: The Osiris Child)
- 2018–2023: Titans (Fernsehserie)
- 2023: True Spirit